# Bandeira de Lipetsk
A Bandeira de Lipetsk é um dos símbolos oficiais do Oblast de Lipetsk, uma subdivisão da Federação Russa. Foi aprovada em 10 de julho de 2003.

## Descrição
Seu desenho consiste em um retângulo com proporções largra-comprimento de 2:3 com coloração de fundo vermelha. No centro há uma figura de uma tilia na cor amarela com 2/3 da largura total. A árvore está sobre uma de cinco colinas verdejantes. A mesma figura está também no centro do brasão de armas do oblast.

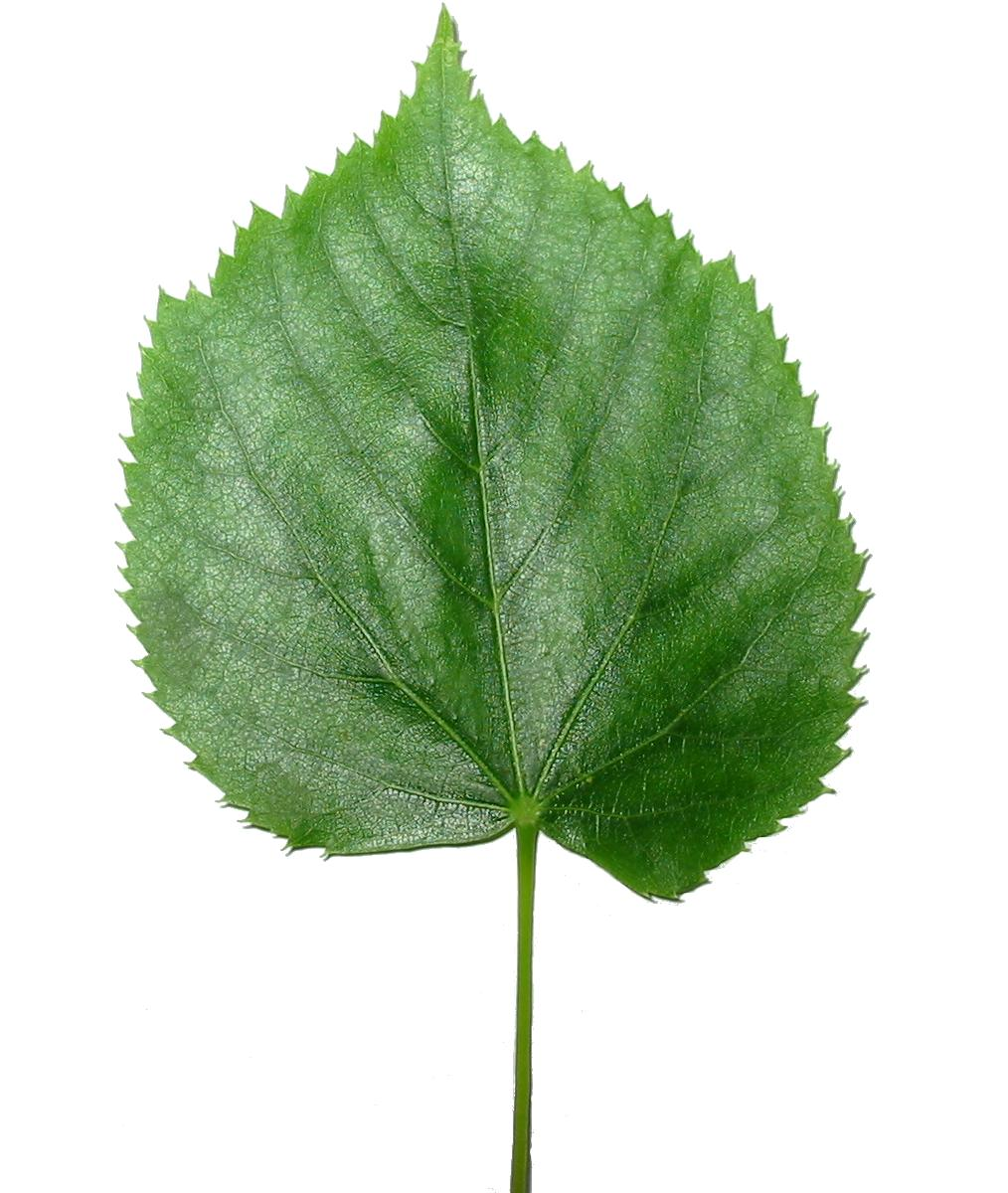
Folha de Tilia